# Francisco da Costa Gomes
Francisco da Costa Gomes (Portugisisk udtale : [fɾɐsiʃku dɐ kɔʃtɐ ɡomɨʃ]; 30. juni 1914 i Chaves - 31 juli 2001 i Lissabon) var en portugisisk militær officer og politiker, den 15. præsident for Portugal (den anden efter Nellikerevolutionen).